# Вернер, Венделин
Венделин Вернер (нем. Wendelin Werner, род. 23 сентября 1968) — французский математик, лауреат Филдсовской премии 2006 года.
В 2008 году избран членом Французской академии наук, иностранный член Лондонского королевского общества (2020).

## Биография
Родился в 1968 году в Кёльне. В 1977 году получил французское гражданство. В 1993 году в Университете имени Пьера и Марии Кюри защитил докторскую диссертацию. С 1991 по 1997 год работал научным сотрудником Национального центра научных исследований Франции.
Филдсовской премией отмечен вклад в изучение стохастической эволюции Лёвнера, геометрии двумерного броуновского движения и конформной теории поля.
В 1982 году снялся в художественном фильме «Прохожая из Сан-Суси» с участием Роми Шнайдер.